# أبو الحجاج الأقصري
يوسف بن عبد الرحيم بن يوسف بن عيسى الزاهد، المعروف بأبي الحجاج الأقصري (ولد ببغداد أوائل القرن السادس الهجري وتوفي بالأقصر سنة 642 هـ)، صوفي مصري، يرجع نسبه إلى الإمام الحسين بن علي.

## مولده ونشأته
ولد في أوائل القرن السادس الهجري ببغداد في عهد الخليفة العباسي المقتفي لأمر الله. لأسرة كريمة، ميسورة الحال، عرفت بالتقوى والصلاح، وكان والده صاحب منصب كبير في الدولة العباسية. وينتهي نسبه إلى إسماعيل أبي الفراء بن عبد الله بن جعفر الصادق بن محمد الباقر بن علي زين العابدين بن الحسين بن علي بن أبي طالب[بحاجة لمصدر].
أشرف أبو الحجاج الأقصري على الديوان في عهد أبي الفتح عماد الدين عثمان ابن الناصر صلاح الدين الأيوبي، ثم ترك العمل الرسمي وتفرغ للعلم والزهد والعبادة، وسافر إلى الإسكندرية فالتقى أعلام الصوفية فيها، خاصة أتباع الطريقتين الشاذلية والرفاعية، وتتلمذ على يد الشيخ عبد الرازق الجازولي، وأصبح أقرب تلاميذه ومريديه.
ثم عاد أبوالحجاج إلى الأقصر، والتقى الشيخ عبد الرحيم القنائي (صاحب المسجد الشهير بمدينة قنا)، وأقام واستقر بالأقصر حتى وفاته في رجب سنة 642 هـ (ديسمبر 1244 م) في عهد الملك الصالح نجم الدين أيوب عن عمر تخطى التسعين عاما ، ودفن في ضريح داخل مسجد سمي باسمه بنى فوق أطلال معبد الأقصر.

## تعاليمه ومؤلفاته
كان لأبي الحجاج مجلس علم يقصده الناس من كل مكان، وقد ترك تراثاً علمياً، من أشهره منظومته الشعرية في علم التوحيد، التي تقع في 99 باباً وتتكون من 1333 بيتا من الشعر.
ولأبي الحجاج كلمات في إرشاد المريدين، وكان يقول "لا يقدح عدم الاجتماع بالشيخ في محبته فإنا نحب أصحاب رسول الله صلى الله عليه وآله والتابعين وما رأيناهم؛ وذلك لان صورة المعتقدات إذا ظهرت لا تحتاج إلى صورة الأشخاص". وقيل له يوما: "من شيخك؟" قال: "شيخي أبو جعران" (أي الجُعل)، فظنوا أنه يمزح، فقال: "لست أمزح"، فقيل له" "كيف؟"، قال: "كنت ليلة من ليالي الشتاء سهران، وإذا بأبي جعران يصعد منارة السراج فيزلق لكونها ملساء ثم يرجع فعددت عليه تلك الليلة سبعمائة زلقة ثم يرجع بعدها ولا يكل فتعجبت في نفسي فخرجت إلى صلاة الصبح ثم رجعت، فإذا هو جالس فوق المنارة بجنب الفتيلة، فأخذت من ذلك ما أخذت"، أي انه تعلم منه الثبات مع الجد.

## الاحتفال بمولده
يقام له مولد في الرابع عشر من شعبان من كل عام، ويحمل ذلك الاحتفال (الذي يسمى «دورة أبو الحجاج») طابعا خاصا وعادات وموروثات ترجع إلى العصور الفرعونية وتشبه طقوس احتفال المصريين القدماء بالإله آمون. يخرج الناس إلى ساحة مسجد أبي الحجاج الأقصري ويتحركون منها طائفين شوارع الأقصر يذكرون الله وينشدون الأناشيد الدينية ويرتلون القرآن ويمارسون التحطيب والرقص بالعصا والرقص بالخيل وركوب الجمال التي تحمل توابيت من القماش المزركش.
ومن ملامح احتفالات مولد أبي الحجاج الأقصرى، المركب الذي يجره الآلاف ويطوفون به شوارع المدينة يتبعه عربات تحمل أصحاب المهن المختلفة كل يمارس عمله فوق هذه العربة من النجارين والطحانين وغيرهم في مشاهد تمثيلية هزلية وكرنفال شعبي وفني.